# Diego Parodi
Diego Parodi MCCJ (* 8. Oktober 1916 in San Leonardo di Linarolo, Provinz Pavia, Italien; † 9. Januar 1983) war ein italienischer Ordensgeistlicher und römisch-katholischer Bischof von Ischia.

## Leben
Rino Carlesi trat der Ordensgemeinschaft der Comboni-Missionare bei und empfing am 31. Mai 1947 das Sakrament der Priesterweihe. 1952 entsandte sein Orden ihn in die Mission am Río Balsas in Brasilien.
Am 9. Mai 1959 ernannte ihn Papst Johannes XXIII. zum Titularbischof von Centenaria und zum ersten Prälaten der bereits 1954 errichteten Territorialprälatur Santo Antônio de Balsas. Der Apostolische Nuntius in Brasilien, Erzbischof Armando Lombardi, spendete ihm am 21. Juni desselben Jahres die Bischofsweihe; Mitkonsekratoren waren Erzbischof Hélder Câmara, Weihbischof in São Sebastião do Rio de Janeiro, und der Koadjutorbischof von Campanha, Othon Motta.
Er nahm an allen vier Sitzungsperioden des Zweiten Vatikanischen Konzils als Konzilsvater teil.
Papst Paul VI. nahm am 25. März 1966 seinen Verzicht auf die Prälatur Balsas an und ernannte ihn zum Weihbischof in Perugia. Vom 20. Dezember 1969 bis zum 22. Januar 1972 verwaltete er die vakanten Bistümer Città di Castello und Gubbio als Apostolischer Administrator. Am 25. März 1972 wurde er zum Weihbischof in Neapel ernannt.
Papst Johannes Paul II. ernannte ihn am 11. Februar 1980 zum Bischof von Ischia.